# Federico Cipollone
Federico Cipollone (* 4. Mai 1994 in Friedrichshafen) ist ein italienischer Volleyballspieler.

## Karriere
Cipollone begann seine Karriere 2002 bei den Volley YoungStars Friedrichshafen, der Nachwuchsmannschaft des VfB Friedrichshafen. Sein italienischer Vater war selbst als Spieler und Trainer aktiv. Mit den YoungStars spielte Cipollone in der zweiten Liga. 2012 wechselte der Zuspieler zum Bundesligisten TV Rottenburg. Nachdem Federico Cipollone 2018 zum französischen Erstligisten AS Cannes wechselte, kehrte er nach seinen Profistationen beim TV Rottenburg und in Frankreich der Profikarriere den Rücken. Seit September 2019 ist Cipollone Zuspieler beim deutschen Zweitligisten TSV Mimmenhausen.